# 沈溍
沈溍，字尚贤，江浙行省杭州路錢塘縣（今杭州）人。明朝政治人物，进士出身。
洪武十八年，沈溍中乙丑科二甲第二十二名进士。累官任兵部尚书，禁止武官干预民事。明朝初期卫所世袭以及军队补充兵员规定皆出自其手；然而由于名目众多，引起官员相互勾结，军卫制度反因此受损。